# Jean-Jacques Proa
 (mars 2020).
Si vous disposez d'ouvrages ou d'articles de référence ou si vous connaissez des sites web de qualité traitant du thème abordé ici, merci de compléter l'article en donnant les références utiles à sa vérifiabilité et en les liant à la section « Notes et références ».
Jean-Jacques Proa est un marin rochelais né le 18 août 1757 et mort le 1er septembre 1825. C'est également un armateur de la traite négrière à La Rochelle. Lieutenant de vaisseau à La Rochelle puis juge de paix à Mougon (Deux-Sèvres), président du consistoire de l'église réformée de Melle et administrateur du département des Deux-Sèvres, il écrit ses mémoires d'un marin rochelais entre 1800 et 1806. Restés depuis dans sa famille, ceux-ci sont inédits.

## Biographie
Né à La Rochelle le 18 août 1757, Jean-Jacques Proa est le fils de Jacques Proa et Catherine Bruneau. Sa mère décède onze jours après sa naissance. Son père était négociant et armateur, il se remaria avec une demoiselle Liège de Loudun, avec qui il resta peu de temps. Son père décède en 1762 en laissant son fils âgé de 5 ans. Jean-Jacques Proa avait un oncle maternel, qui n’avait pas d’enfants, de sorte qu’il devait être l’unique héritier de cet oncle. Du côté paternel il avait également une tante qui l’aimait beaucoup et a veillé sur ses jeunes années, et deux autres oncles, Henry Proa et Alexandre Proa.
Ses premiers années s'écoulèrent tranquillement, Proa était un enfant qui aimait lire et se cultiver. Depuis très jeune également il aimait beaucoup la mer. À l'âge de treize ans et demi il embarquait en qualité de pilotin sur la corvette nommée la Sirenne. À vingt-six ans, sur le point d'être nommé capitaine, il abandonne la mer. Entretemps, il a appris son métier en naviguant vers les Indes. Il a participé à plusieurs voyages de traite des Noirs, par deux fois il a fait naufrage et pendant plus d'un an il s'est retrouvé prisonnier des Anglais.

### Voyages (1771-1773)

#### Vers les Indes Orientales (découverte de leurs merveilles)
Après un cours de navigation d'environ 8 mois appelé cours d'hydrographie, Proa partit au mois d'avril 1771 de la rade de La Rochelle pour se diriger vers les Indes. Il dut affronter une tempête dès les premiers jours de navigation. Proa traversa l'équateur pour se diriger vers l'hémisphère méridional, puis le fameux cap de Bonne Espérance. Après cela Proa essuya une seconde tempête d'un jour et demi qui lui fit perdre son chemin. Il côtoya ensuite l’île de Madagascar et enfin il arriva sur l'Île-de-France, le terme de sa traversée. Après quelques semaines de séjour, ils partirent pour aller à l’île de Bourbon où ils prirent des vivres et retournèrent à l'Île-de-France. Le capitaine du bateau étant malade ils se dirigèrent ensuite de nouveau vers le cap de Bonne-Espérance en attendant d'aller aux Indes pour y charger des vins, des viandes et autres objets. Une fois les vivres récupérées et le Capitaine guéri, ils repartirent pour les Indes en s'arrêtant à Pondichéry et au Bengale.

#### Second voyage aux Indes (rencontre avec Cook et avec les tortues)

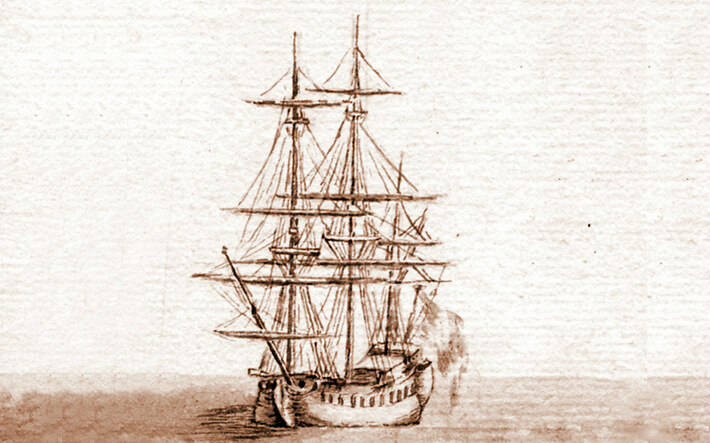
Vaisseau ayant servi pour le second voyage aux Indes de Jean-Jacques Proa

Le second voyage de Proa se fit sur un plus gros vaisseau, le vaisseau Ajax où Proa était officier. Il fit route une seconde fois pour les Indes Orientales et voyagea d'une manière beaucoup plus agréable cette fois. Il voyagea en compagnie d'officiers de la marine royale, très instruits et ayant une belle éducation. Il passèrent par le cap de Bonne-Espérance où ils arrivèrent en même temps que le capitaine Cook qui revenait de son second voyage autour du monde où il avait découvert de nouvelles terres dans la mer du Sud. Le capitaine Cook commandait le vaisseau anglais la Résolution. Après avoir pris l'eau et les vivres nécessaires au cap, l'Ajax repartit jusqu'à Pondichéry. Après avoir découvert de nombreux pays, ils arrivèrent en Indes où ils prirent beaucoup de marchandises notamment des mouchoirs des Indes. Proa trouva que le ciel y était plus beau là-bas. Ils firent ensuite chemin inverse repassant par Pondichéry, le passage de la Grange pour arriver à La Rochelle. La fin du second voyage aux Indes se termine en 1773.